# Tiszasziget
Tiszasziget é um município da Hungria, situado no condado de Csongrád-Csanád. Tem 26,88 km² de área e sua população em 2019 foi estimada em 1.714 habitantes.